# Campylopus geniculatus
Campylopus geniculatus är en bladmossart som beskrevs av Johan Ångström 1872. Campylopus geniculatus ingår i släktet nervmossor, och familjen Dicranaceae. Inga underarter finns listade i Catalogue of Life.